# Gustav Graves
Sir Gustav Graves är en fiktiv figur i den tjugonde James Bondfilmen Die Another Day. Han spelas i början av Will Yun Lee och senare i filmen av Toby Stephens.

## Bakgrund
Graves föddes som Tan-Sun Moon, son till en nordkoreansk general. När han först ses i filmen, är han överste i nordkoreanska armén. Han studerade vid Oxford och Harvard och förväntades bli en bro mellan öst och väst. Istället började han smuggla vapen och byta vapen mot konfliktdiamanter från Sierra Leone medan han förberedde sig på att invadera Sydkorea. MI6 blev förvissade om hans planer och sände tre agenter, bland dem James Bond, för att döda honom. Uppdraget troddes ha lyckats, Moon troddes ha dött när hans svävare föll från en klippa.
Men Moon överlevde och flydde till Kuba, där han genomgick DNA-byte för att helt byta utseende. Efter det "återfödde" han sig själv som Gustav Graves, en äventyrlig miljardär som ägde diamantgruvor i Argentina och som senare upptäckte en stor diamantgruva på Island - i verkligheten de konfliktdiamanter han hade handlat med tidigare. Han skapade en ny personlighet inspirerad av sin dödsfiende James Bond: sofistikerad, sarkastisk, och, enligt Graves själv, arrogant. Med sin enorma rikedom lät han bygga Icarus, en stor satellit kapabel till att skapa solenergi och sända det till vilken plats han vill i världen.
Graves officiella anledning till att bygga Icarus var att få ett slut på väderproblem samt att hjälpa jordbruket. Hans riktiga anledning med Icarus var dock att invadera Sydkorea genom att låta dess strålar plöja igenom den minerade demilitariserade zonen mellan Nord- och Sydkorea och på så sätt skapa en anfallsväg för den nordkoreanska armén. Icarus skulle även förstöra alla missilställningar och kärnvapenspetsar riktade mot Nordkorea, så den anfallande armén skulle kunna anfalla oskadd. Graves hade själv kontrollen över Icarus, som han styrde genom en metalldräkt med ett automatiskt elektroshockvapen för självförsvar.
När Graves ska sätta sin plan i verket är han ombord på ett Antonov An-124 med sin far general Moon och, ovetandes, James Bond, för att se skådespelet. När Moon försöker stoppa Graves dödar Graves honom. Strax därpå försöker Bond skjuta Graves, men kulan går istället rakt igenom ett fönster, vilket leder till att alla i rummet flyger ut utom Graves och han själv. Ett jämnt slagsmål börjar och slutar när Bond vecklar ut fallskärmen Graves har satt fast sig i för att fly från det havererade flygplanet, och Graves sugs in i flygmotorn varpå kontrollen till Icarus förstörs och Icarus slutar fungera.